# السيد راضي
السيد راضي (2 أكتوبر 1935 - 10 أبريل 2009)، مخرج وممثل مصري ورئيس اتحاد النقابات الفنية في مصر ومؤسس مسرح الطفل في مصر بعام 1983. حاصل على أعلى درجة فنية بلقب "فنان قدير"، بقرار من رئيس الوزراء المصري بعام 1985. يعتبر أحد المخرجين المصريين الذين ساهموا في رفع شأن المسرح المصري خلال سنوات الستينيات وحتى الآن.

## حياته
ولد في محافظة الغربية شمال القاهرة، عاش معظم حياته بمدينة المحلة الكبرى و درس بها المرحلة الثانوية، و من ثم انتقل هو و أسرته للقاهرة و تخرج من المعهد العالي للفنون المسرحية قسم الإخراج والتمثيل العام 1960.
كما كان في العام 1971 خبيرا مسرحيا ولمدة عامين في المسرح الليبي بمدينة بنغازي لمدة عامين، و كوّن علاقات صداقة مع أهلها و كان يتردد عليها لزيارة أصدقائه، و إضافة لعمله بمهرجان سوسة المسرحي في تونس وإخراجه لما يزيد عن 25 عملا مسرحيا، وكذلك عمله بمهرجان المنستير أخرج فيه 3 مسرحيات. انتخب رئيسا للاتحاد العام لنقابات المهن التمثيلية والسينمائية والموسيقية العام 1993، كما شغل عددا من المناصب منها رئيس لجان الإنتاج المشترك بالبيت الفني للمسرح، وعضو المجلس التنفيذي للاتحاد الدولي للنقابات الفنية العام 1995 بواشنطن، مدير المسرح الكوميدي 1980، وكيل وزارة الثقافة والآداب 1996، عضو المجلس الأعلى للثقافة 1992.

## وفاته
تعرض لأزمة صحية أثناء تصوير مسلسله الجديد (الحياة لونها بمبي)، نقل على أثرها إلى المستشفى، حيث أجريت له تحاليل طبية أثبتت وجود مياه على الرئة وبعض الأورام في جسده. وتوفي فجر الجمعة 10 أبريل 2009 عن عمر يناهز 74 عاماً، وشيعت جنازته في نفس اليوم من مسجد مصطفى محمود.

## أعماله الفنية

### من المسرحيات
أخرج عدداً من المسرحيات منها:
- القضية رقم واحد.
- البرنسيسة.
- دلع الهوانم.
- الصعايدة وصلوا.
- مهرجان الحرامية.
- الدرس يا غبي.
- سوق الحلاوة.
- حالة طوارئ.
- الدخول بالملابس الرسمية.
- الدكتور زعتر.
- 100 مساء.
- خود الفلوس وإجري.
- الدنيا مزيكا.
- زواج مستر سلامة.
- السيرك (مسرحية أطفال).
- مصنع الشيكولاتة (مسرحية أطفال).
- الأمير الصغير (مسرحية أطفال).
- نعم ولا (مسرحية أطفال).
- السيرك (مسرحية أطفال).

### من الأفلام
- العبيط 1966.
- شقاوة رجالة 1966.
- كيف تسرق مليونير 1968.
- فتاة الاستعراض 1969.
- برج العذراء 1970.
- نحن الرجال طيبون 1971.
- أبناء الصمت 1974.
- وراء الشمس 1977.
- الهروب من الخانكة 1986.
- الإنس والجن.
- أمهات في المنفى.
- صراع الأحفاد 1989.
- موعد مع الرئيس 1990.
- الذل 1990.
- مهمة في تل أبيب 1992.
- اغتيال 1996.
- 48 ساعة في إسرائيل 1998.
- مجرم مع مرتبة الشرف 1998.
- ظاظا.

### من المسلسلات
- رأفت الهجان (1989).
- ألف ليلة وليلة: علي بابا والأربعين حرامي (1995).
- جمهورية زفتى عام 1998
- الخطاب الطائر (التلفزيون الليبي).
- السيرة الهلالية.
- الظاهر بيبرس (2005).
- سيف الدولة الحمداني (2005).
- لا أحد ينام في الإسكندرية (2006).
- سلطان الغرام (2007).
- العائدون (2007).
- وعادت القلوب 2008
- الدنيا لونها بمبي (2009) (مسلسل تحت الإعداد).
- سارة
- الأبواب المغلقة (1966)